# Kōriki Jōjima
Kōriki Jōjima (城島光力, Jōjima Kōriki) est un homme politique japonais né le 1er janvier 1947.